# 毛脉葡萄
毛脉葡萄（学名：Vitis piloso-nerva）为葡萄科葡萄属的植物，是中国的特有植物。分布于中国大陆的广东、江西、福建等地，生长于海拔750米的地区，常生长在山坡或沟谷林中，目前尚未由人工引种栽培。